# Francesco II Crispo
Francesco II Crispo (zm. 1463) – wenecki władca Księstwa Naksos w 1463 roku. 

## Życiorys
Był synem Mikołaj Crispo i Eudoksji (Valenzy) Komnen, córki lub siostry cesarza Trapezuntu Jana IV Wielkiego Komnena.  